# 德國核武器開發計劃
德國核武器開發計畫是一项在二战中由纳粹德国秘密领导的核武器研製計畫，德國稱其為「鈾工程」（德語：Uranprojekt）。
計畫始于1939年發現核裂变后的數月，但在數月后因準備入侵波兰而中止，部分科学家被编入德国国防军。但是，由于德国军队中管理上的调整，該計畫又在二战开始那天（1939年9月）重新启动。此計畫最终发展为三个部分：核反应堆、铀和重水生产，以及铀同位素分离。但最后因德國當局经过有关部分评估認為，核裂变对结束战争没有太大的贡献，因此在1942年，德国国防军把該計畫转移至帝国研究委员会，並同时继续提供赞助。从此被九个研究機構所分摊，造成進展放缓。另外，部分研究应用核裂变的科学家离开这个計畫，转而去研究更為戰爭需要的其他项目。
納粹德國核武開發計畫中最有影响力的人物是Kurt Diebner、Abraham Esau、瓦爾特·格拉赫和Erich Schumann。量子力學創立者、诺贝尔獎獲得者维尔纳·海森堡也是計劃的參與者之一，儘管其本人聲稱一直在延緩計劃。
在纳粹执政期间，反猶狂潮亦同時席捲並重創德国学术界，大量犹太裔工程师和科学家在1933年納粹掌權時就聞風逃亡海外（最著名亦最諷刺的例子是最後促成美國曼哈頓計划的愛因斯坦）或被驱逐出境，没有离境的也被很快地赶出了德国的研究机构。大学的政治化加上德国军队的兵源需求（尽管身懷有用的科学技能，很多科学家和技术人员被强徵入伍）几乎消灭了一整代的德国科学家。
战争的最后，盟军各国竞相掠夺幸存下来的核子产业（包括人员、设施和材料），就好像他们抢夺V-2火箭计划一样。